# Aemona concolor
Aemona concolor är en fjärilsart som beskrevs av Clayton Dissinger Mell 1942. Aemona concolor ingår i släktet Aemona och familjen praktfjärilar. Inga underarter finns listade i Catalogue of Life.